# 567e Volksgrenadierdivisie
De 567e Volksgrenadierdivisie (Duits: 567. Volksgrenadier-Division) was een Duitse infanteriedivisie tijdens de Tweede Wereldoorlog. De divisie werd opgericht en alweer opgeheven voor de oprichting compleet en afgesloten was.

## Geschiedenis
De 567e Volksgrenadierdivisie werd opgericht op 26 augustus 1944 op Oefenterrein Grafenwöhr in Wehrkreis XIII als onderdeel van de 32. Welle. Echter, alvorens de oprichting afgesloten was, werd het oprichtingsbevel al op 2 september 1944 teruggedraaid en i.p.v. deze divisie werd 349e Infanteriedivisie heropgericht als 349e Volksgrenadierdivisie. 

## Commandanten
| Rang | Naam | Begin            | Eind             |
| ---- | ---- | ---------------- | ---------------- |
|      | ??   | 26 augustus 1944 | 2 september 1944 |

## Samenstelling
- Grenadier-Regiment 1159
- Grenadier-Regiment 1160
- Grenadier-Regiment 1161
- Artillerie-Regiment 1567
- Divisie-eenheden 1567